# San Giovanni Evangelista a Spinaceto (titre cardinalice)
Le titre cardinalice de San Giovanni Evangelista a Spinaceto (Saint Jean l'évangéliste à Spinaceto) est érigé par le pape Jean-Paul II le 25 mai 1985.
Il est rattaché à l'église San Giovanni Evangelista a Spinaceto qui se trouve dans la zone Tor de' Cenci au sud de Rome.

## Titulaires
- Miguel Obando Bravo, s.d.b. (1985-2018)
- Álvaro Leonel Ramazzini Imeri (2019-)